# کربوناتسیون
کربناتاسیون، واکنش شیمیایی‌ای است که در آن کلسیم هیدروکسید با دی‌اکسید کربن طبق فرمول زیر واکنش داده و کلسیم کربنات نامحلول تشکیل می‌دهد.
Ca(OH)۲ + CO۲ → CaCO۳ + H۲O

## در بتن

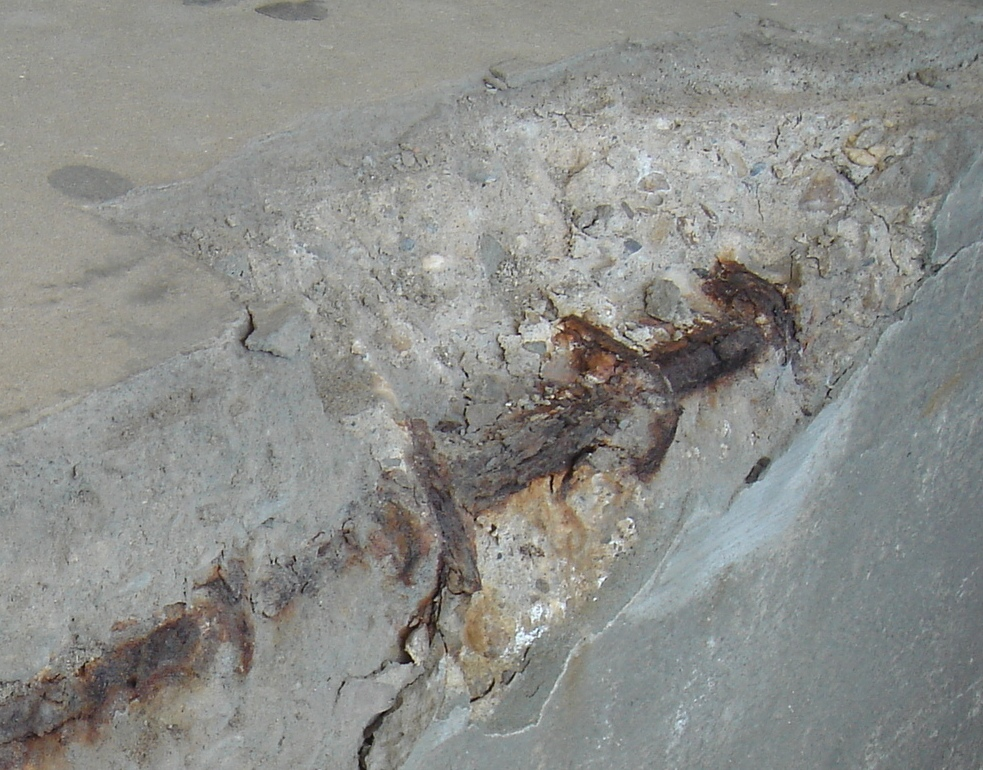
Carbonatation induced rebar corrosion

کربناتاسیون واکنش آرامی است که در بتن نیز رخ می‌دهد و در آن آهک (CaO اکسید کلسیم، یا Ca (OH) 2 کلسیم هیدروکسید) در سیمان با دی‌اکسید کربن (CO2) موجود در هوا واکنش داده و کلسیم کربنات تشکیل می‌دهد.
آب موجود در منافذ بتن سیمان پرتلند به‌طور معمول قلیایی است و pH آن در محدوده ۱۲٫۵ تا ۱۳٫۵ است. این محیط بسیار قلیایی مکانی است که در آن میلگرد فولادی منفعل است و از خوردگی محافظت می‌شود. طبق نمودار پورباکس برای آهن، وقتی pH بالاتر از ۹٫۵ باشد فلز غیرفعال است.
دی‌اکسید کربن موجود در هوا با قلیایی موجود در سیمان واکنش نشان می‌دهد و آب منفذی را اسیدی تر می‌کند، بنابراین pH را کاهش می‌دهد. دی‌اکسید کربن از لحظه ساختن جسم شروع به کربناته کردن سیمان در بتن می‌کند. این روند کربناته کردن در سطح بتن آغاز می‌شود، سپس به آرامی عمیق‌تر و عمیق‌تر به داخل عمق بتن نفوذ می‌کند. میزان کربناته شدن به رطوبت نسبی بتن بستگی دارد - رطوبت نسبی ۵۰٪ بهینه است. اگردر عضو بتنی ترک خوردگی وجود داشته باشد، دی‌اکسید کربن موجود در هوا بهتر می‌تواند به درون بتن نفوذ کند. سرانجام این فرایند ممکن است به خوردگی میلگرد و آسیب سازه ای یا خرابی منجر شود.
برای بررسی کربوناتسیون بتن نخست محلول یک درصد فنول فتالئین را بر روی بتن می‌پاشیم و سپس به تغییر رنگ آن دقت می‌کنیم. به موجب آن اگر قلیایی باشد به قرمز تغییر رنگ می‌دهد و اگر خنثی باشد تغییر رنگی مشاهده نمی‌شود.